# Kurigram (district)
Pour les articles homonymes, voir Kurigram.
Kurigram est un district du Bangladesh. Il est situé dans la division de Rangpur. La ville principale est Kurigram.

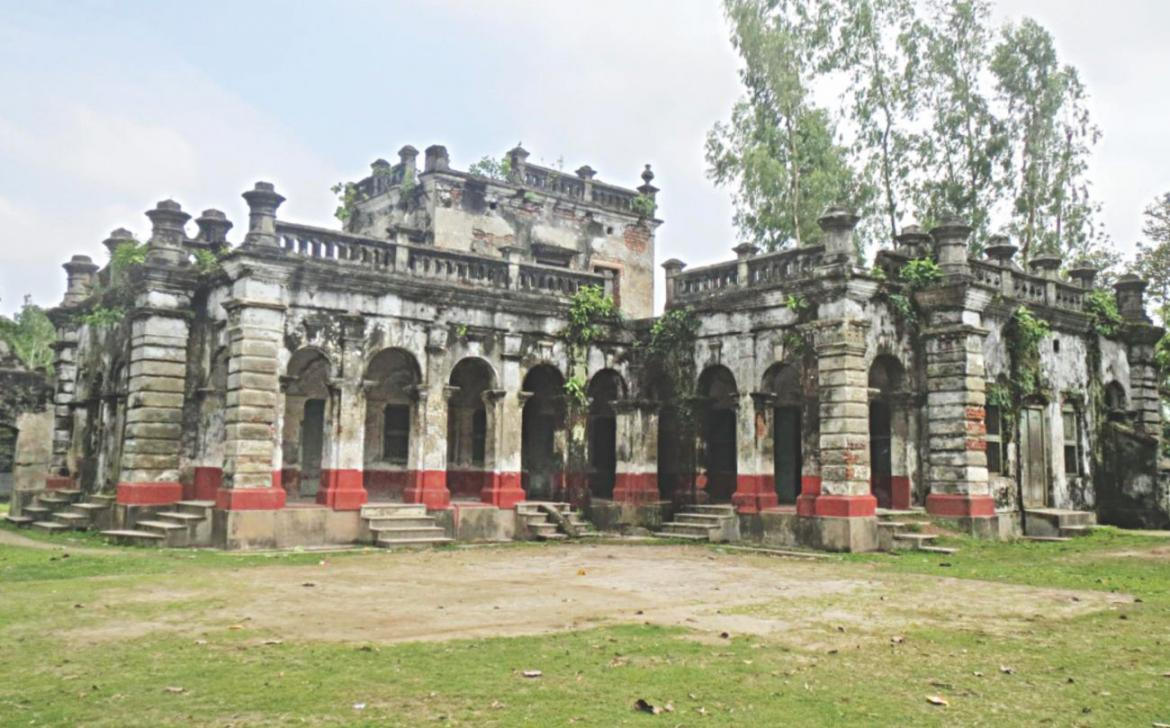
Voici la photo des ruines de la résidence de l'éminente famille Munshibari d'Ulipur, Kurigram, Bangladesh.